# Gyrinophilus gulolineatus
Gyrinophilus gulolineatus é uma espécie de salamandra da família Plethodontidae.
É endémica dos Apalaches da América do Norte.
Os seus habitats naturais são: sistemas cársticos interiores.
Está ameaçada por perda de habitat.